# Macaranga caudata
Macaranga caudata är en törelväxtart som beskrevs av Ferdinand Albin Pax och Käthe Hoffmann. Macaranga caudata ingår i släktet Macaranga och familjen törelväxter. Inga underarter finns listade i Catalogue of Life.